# ALAC (Arma Leve Anticarro)
Hunter-84 es el nombre comercial actual del anteriormente nombrado ALAC (Arma ligera antitanque).

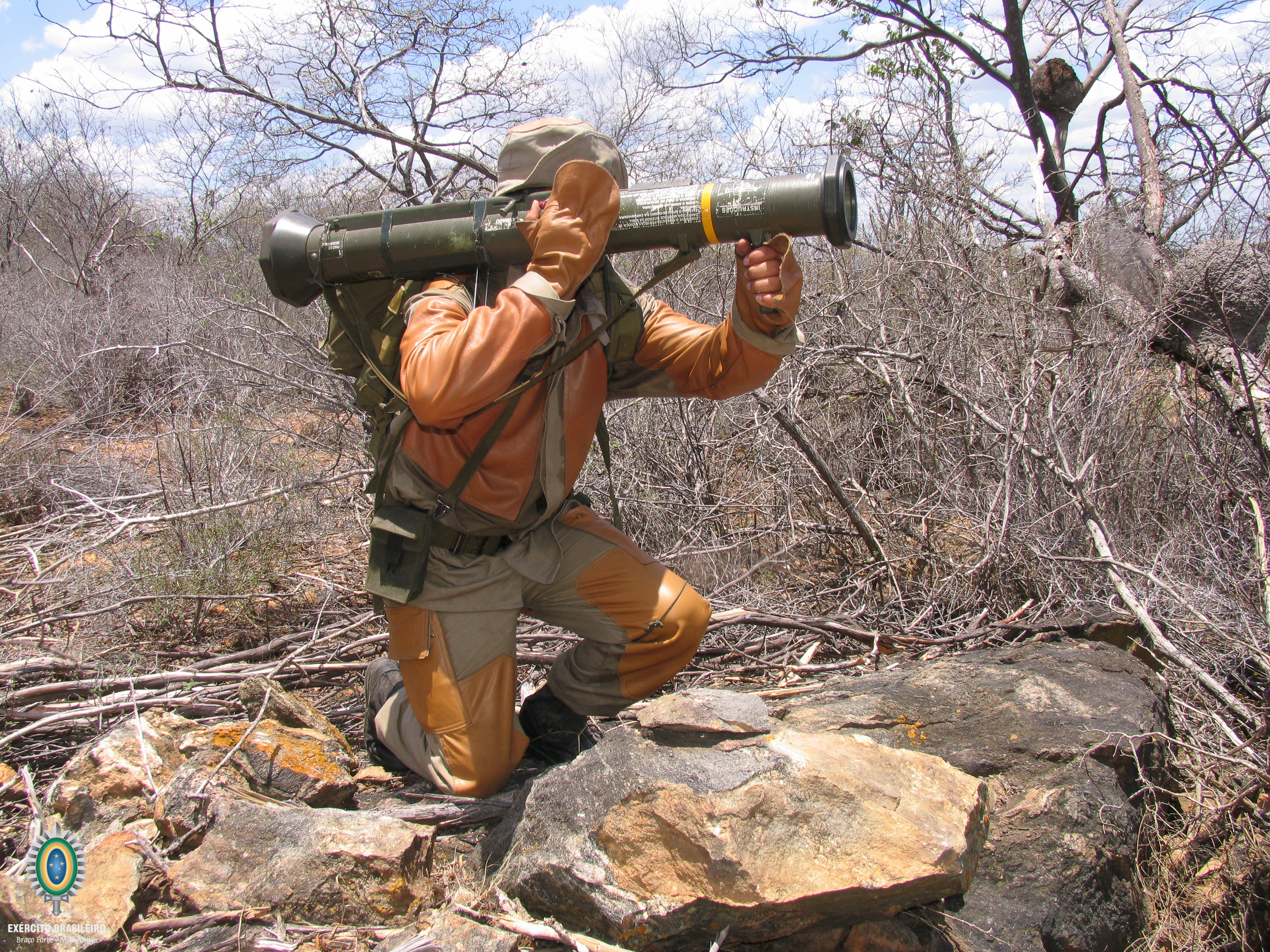
Combatente de Caatinga con Hunter

Se trata de un cañón antitanque de hombro sin retroceso de 84 mm diseñado para uso individual en combate cuerpo a cuerpo, producido por el Centro Tecnológico del Ejército Brasileño (CTEx) en asociación con Gespi Aeronáutica, empresa especializada en mantenimiento y reparación de turbinas aeronáuticas e industriales. Es un análogo del AT-4, una de las armas antitanque más vendidas en el mundo, con modificaciones en su funcionamiento. Costo $2570.

## Características
Es un arma desechable y lista para el combate, ya precargada con munición HEAT, lo que permite al soldado apuntar, desbloquear y disparar. De esta forma, el operador reduce costes logísticos y de mantenimiento y también se dispone de un simulador de reducción de calibre que utiliza un cartucho generador de gas y munición de 9 mm para simulación y entrenamiento.
El alcance efectivo del Alac a un objetivo con una ojiva HEAT es de 300 m, con una penetración superior a 350 mm en el blindaje y un tiempo máximo de 2 segundos de vuelo. Con munición termobárica, su rendimiento está adaptado para fines anti-marco y la perforación alcanza los 900 mm.
El arma es liviana y portátil y se puede adaptar a autos livianos y permite que sea operado y mantenido bajo cualquier condición climática y en cualquier entorno operativo, en ambientes con altos niveles de salinidad, humedad o polvo, así como exposición a neblinas salinas, según MIL-STD-810-E Método 509. 

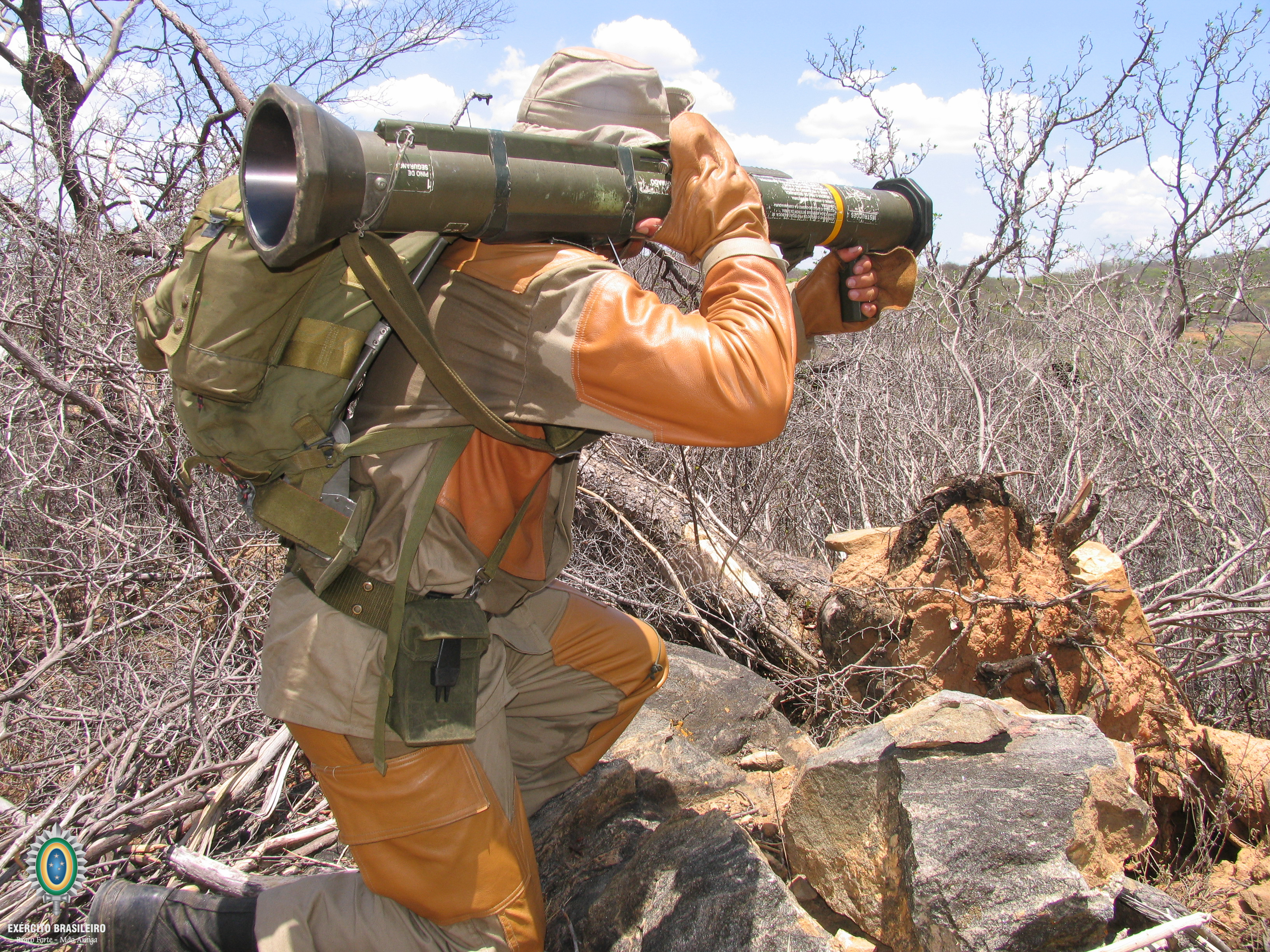
Combatente de Caatinga con el Hunter

Proyectado para transportar y sufrir caídas en lanzamientos aéreos sin perder sus características técnicas, con vida útil mínima de 10 años cuando se almacena en condiciones adecuadas. Además, admite la integración de dispositivos de visión nocturna.

## Operadores
- Brasil[4]
- Azerbaiyán[5]